# Druckluftspeicherkraftwerk Staßfurt
Das Druckluftspeicherkraftwerk Staßfurt, auch bekannt unter der Gesamtprojektbezeichnung ADELE (Akronym für Adiabater Druckluftspeicher für die Elektrizitätsversorgung), war eine geplante Test- und Demonstrationsanlage für ein hocheffizientes Druckluftspeicherkraftwerk, die in Staßfurt im Salzlandkreis in Sachsen-Anhalt errichtet werden sollte.
Im Frühjahr 2015 gab der Energiekonzern RWE, einer der Haupt-Träger des ADELE-Projektes und der designierte Betreiber der Pilotanlage, bekannt, die Planung für die Pilotanlage in Staßfurt seien mangels konkreter Marktperspektive eingestellt worden.

## ADELE: Technisches Konzept
Das ADELE-Konzept ist eine Weiterentwicklung des langjährig erprobten Druckluftspeicherkraftwerkes in Huntorf. Anders als in Huntorf wird bei ADELE in der Gasturbine kein Brennstoff zugefeuert, die Gasturbine ist eine reine Expansionsturbine. Die entscheidende Verbesserung im Vergleich zu Huntorf besteht darin, dass die Wärme aus der Kompression der Luft zwischengespeichert und später bei der Entspannung wieder zurückgespeist wird. Hierdurch wird der Wirkungsgrad von ca. 55 % auf bis zu 70 % gesteigert.
Das Projekt wird getragen von RWE, General Electric, Züblin und dem DLR, wobei GE für die Turbinen und Verdichter, RWE (mit dem Tochterunternehmen Erdgasspeicher Kalle GmbH) für den Druckluftspeicher und die elektrische Anbindung und Züblin (mit dem Tochterunternehmen Ooms-Ittner-Hof) und das DLR für die Wärmespeicherung zuständig sind.
Die Pilotanlage in Staßfurt sollte eine Leistung von ca. 90 MWel und eine Speicherkapazität von etwa 360 MWh haben. Wäre das Projekt in Staßfurt erfolgreich gewesen, dann sollte die Anlage ausgebaut werden und es sollen weitere, größere Anlagen (ca. 200 MWel / 1000 MWh) an anderen Standorten folgen.

## Kosten
Die geplanten Kosten für die erste Planungsphase wurden mit etwa 10 Millionen Euro beziffert. Die Gesamtkosten werden auf etwa 100 bis 200 Millionen Euro für eine 90 MWel Pilotanlage geschätzt.
Die Stromspeicherung in der Anlage wäre im Vergleich zum herkömmlichen Pumpspeicherkraftwerk (Wirkungsgrad > 75 %) trotz des etwas niedrigeren Wirkungsgrades (55 % bis 70 %) wegen der deutlich geringeren Baukosten etwas günstiger. Der Bau von Druckluftspeichern ist an geeigneten Standorten günstiger als andere Stromspeicher und insbesondere in Norddeutschland sinnvoll, wo einerseits der Bedarf an Speicherung von Windenergie zur Entlastung der Netze am größten ist, es andererseits aber kaum noch Aus- und Neubaupotential für Pumpspeicher gibt. Flächenverbrauch und Umweltauswirkungen eines adiabaten Druckluftspeichers sind im Vergleich zum Pumpspeicherkraftwerk minimal.

## Standort Staßfurt
- Karte mit allen Koordinaten:
- OSM |
- WikiMap

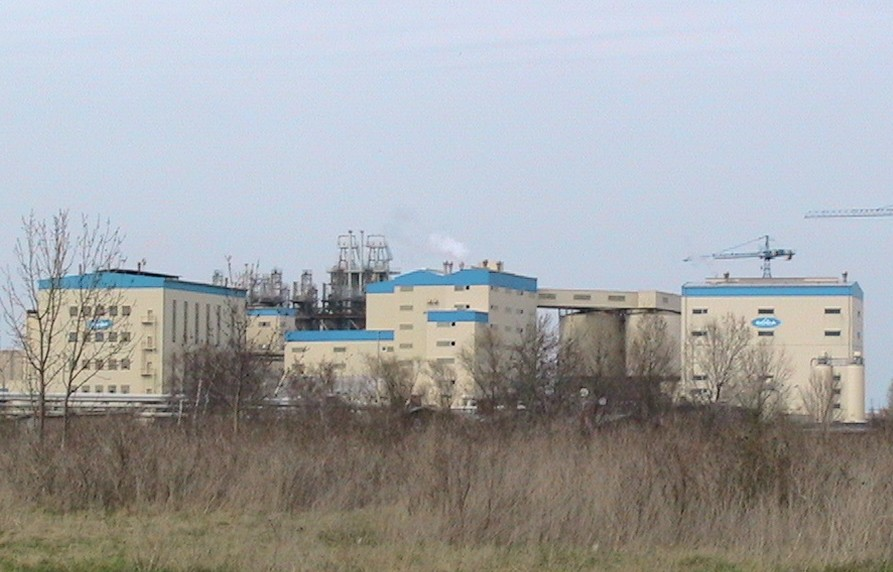
Sodawerk Staßfurt

Staßfurt wurde als möglicher Standort für die Pilotanlage ausgewählt, da hier die geologischen und wirtschaftlichen Voraussetzungen besonders günstig sind:
Im Untergrund existiert ein großer Salzstock; die reichen Vorkommen an Stein- und Kalisalz werden vom Sodawerke Staßfurt (51° 51′ 51,1″ N, 11° 34′ 37,9″ O) gewonnen, die es mit dem Ammoniak-Soda-Verfahren zu Soda (Natriumcarbonat) verarbeiten. Da die Salzgewinnung mittels Aussolung erfolgt, bleiben – quasi als „Abfallprodukt“ – große Kavernen im Salz zurück, die nach Ende der Aussolung mit geringem Aufwand zu Untergrundspeichern umgenutzt werden können.
Bereits seit längerem wird eine dieser Kavernen von der RWE Gasspeicher GmbH (vormals Kavernenspeicher Staßfurt GmbH) als unterirdischer Erdgasspeicher genutzt. Die notwendigen Tagesanlagen hierfür sind bei Neu-Staßfurt (51° 53′ 28,7″ N, 11° 33′ 20,3″ O) positioniert.
Sachsen-Anhalt hat trotz der relativ großen Entfernung zur Küste wegen günstiger Höhenlagen eine hohe Dichte an Windkraftanlagen und Windparks. Nach installierter Leistung aus Windkraft liegt Sachsen-Anhalt unter den deutschen Bundesländern auf Platz 3, nach Anteil am Verbrauch auf Platz 1. Die Glättung der naturbedingt schwankenden Stromerzeugung aus erneuerbaren Energien, insbesondere aus Windkraft, ist das Hauptziel des Druckluftspeichers. Die Nähe zu den Erzeugern minimiert die elektrischen Leitungsverluste.
Hinsichtlich des elektrischen Betriebes wären auch Synergien mit dem betriebseigenen GuD-Kraftwerk der Sodawerke Staßfurt denkbar gewesen.